# Населення Удмуртії
Насе́лення Удму́ртської Респу́бліки, станом на 1 січня 2010 року, становить 1 526 304 осіб, і за цим показником Удмуртія займає 29 місце за чисельністю населення серед всіх суб'єктів Російської Федерації.

## Динаміка населення
В 1920—1926 роках, не зважаючи на жертви, понесені в роки Громадянської війни, голод на епідемії, населення республіки зростало за рахунок природного приросту. Найвищі середньорічні темпи зростання спостерігались в 1926—1939 роках, коли чисельність населення збільшилась на 1,5 %. Зростання населення цього періоду визначалось високим природним приростом та включенням в 1920—1939 роках в склад Удмуртії деяких волостей Кіровської області, в 1937 році — території сучасних Воткінського, Сарапульського, Камбарського, Кіясовського, Каракулінського, а в 1939 році — Кізнерського районів.
Для республіки, населення якої переважно займалось сільськогосподарською працею (в 1926 році чисельність сільського населення становить 87,5 %), спостерігались високі рівні народжуваності та смертності. В 1924—1926 роках народжуваність становить 55,0 на 1000 осіб, смертність — 34,7, природний приріст — 20,3. Високим залишався рівень дитячої смертності, який досягав 40 % від загального числа народжених. В перші десятиріччя після революції показники залишались приблизно на такому ж рівні. Починаючи з 1940-их років високі рівні народжуваності та смертності поступово знижувались.
В останні десятиліття воєнного та післявоєнного часу формування населення проходило в результаті прямих та другорядних втрат. В 1939—1959 роках населення скоротилось на 5,3 %. Довоєнна чисельність відновилась лише в середині 1950-их років та на початку 1960-их років досягла 1 353 тисячі осіб. В післявоєнні роки до середини 1960-их років спостерігався високий відтік населення до Сибіру, на Далекий Схід та до Казахстану. За приблизними підрахунками з республіки щорічно мігрували 6-7 тисяч осіб. В 1970-их і 1980-их роках середньорічний приріст населення стабілізувався та склав 10,1 тисяч осіб.

## Природний рух населення
| Народжуваність | 2004   | 2005   | 2006   | 2007   | 2008   | 2009   |
| -------------- | ------ | ------ | ------ | ------ | ------ | ------ |
| Народилось     | 18 238 | 17 190 | 17 480 | 19 667 | 20 421 | 15 999 |
| на 1000 осіб   | 11,8   | 11,1   | 11,3   | 12,8   | 13,3   | 14,0   |

| Смерність    | 2004   | 2005   | 2006   | 2007   | 2008   | 2009   |
| ------------ | ------ | ------ | ------ | ------ | ------ | ------ |
| Вмерло       | 23 994 | 24 006 | 22 011 | 21 727 | 21 436 | 15 305 |
| на 1000 осіб | 15,5   | 15,5   | 14,3   | 14,1   | 14,0   | 13,4   |

## Статево-віковий склад
Коливання природного руху населення в 1990-их роках пов'язані з економічною та політичною кризою, особливостями, які склали статево-віковий склад населення республіки. Одна з них — перевага чисельності жінок. За даними перепису 1989 року, в республіці проживало 859 тисяч жінок та 746,7 тисяч чоловіків, що становить відповідно 53 та 46 %. На 1 січня 1998 року ці показники становили — 867,3 тисяч жінок та 765,2 тисяч чоловіків, або 53,1 а 46,9 % відповідно. На 100 чоловіків в 1989 році в середньому по республіці приходилося 115 жінок, в міських поселеннях — 116, в сільських — 112. Переважання чоловічого населення спостерігається у віці до 24 років, що обумовлене природною перевагою хлопчиків серед новонароджених. За іншими віковими категоріями диспропорція статей зростає. У віковому складі населення проходить процес старіння, питома вага населення 60 років і старіше становить — серед міського населення 14,3, сільського 17,3 %. Не зважаючи на тенденцію старіння населення в результаті зниження народжуваності та збільшення смертності, для республіки характерна прогресивна структура населення. В 1997 році частка чисельності населення молодше працездатного віку становить по республіці 23,2 %, працездатного віку — 58,8 %, старше працездатного — 18 %.

## Міграція
Внутрішньореспубліканська міграція населення вплинула на його розміщення по території Удмуртії.
За даними 2008 року з республіки виїхало 16 552 особи, прибуло — 13 319 осіб, тобто міграційне зниження населення склало 3 233 особи. Основна частина міграції припадає на зміну постійного місця проживання в межах Росії. На міжнародну міграцію припадає 523 прибулих та 157 вибулих.

## Розміщення населення

Щільність за районами (2009)

Спостерігається концентрація населення в зоні 2-годинного транспортного доступу навколо Іжевська. Поширена осередкова (навколо райцентрів) та лінійна (уздовж транспортних магістралей) концентрації населення.
Ступінь нерівномірності розміщення населення по території посилюється через перерозподіл населення між категоріями міських поселень. Населення великих міст збільшується, малих та середніх — зменшується. За період 1959—1989 років сільське населення зменшилось більш як на третину. Воно концентрується в приміських районах міст республіки, що свідчить про підвищення його урбанізованості.
Станом на 1 січня 2009 року, міське населення республіки становило 1 036 711 осіб, сільське — 491 777 осіб.
Чисельність та щільність населення за районами:
| Райони            | 1959 тис. осіб | 1979 тис. осіб | 1989 тис. осіб | 2002 тис. осіб | 2009 тис. осіб | Площа км² | Щільність (2009) осіб/км² |
| ----------------- | -------------- | -------------- | -------------- | -------------- | -------------- | --------- | ------------------------- |
| Алнаський         | 31,3           | 23,4           | 21,9           | 22,3           | 20,8           | 896,0     | 23,2                      |
| Балезінський      | 56,4           | 45,4           | 43,6           | 38,4           | 36,6           | 2 434,7   | 15,0                      |
| Вавозький         | 29,7           | 19,9           | 18,1           | 17,3           | 17,3           | 1 679,0   | 10,3                      |
| Воткінський       | 31,2           | 20,5           | 22,8           | 23,7           | 24,2           | 1 863,8   | 13,0                      |
| Глазовський       | 34,8           | 23,3           | 19,2           | 18,8           | 18.5           | 2 159,7   | 8.6                       |
| Граховський       | 20,2           | 13,8           | 11,7           | 10,9           | 10,1           | 967,7     | 10,4                      |
| Дебьоський        | 21,6           | 15,0           | 14,0           | 14,1           | 13,7           | 1 033,0   | 13,3                      |
| Зав'яловський     | 44,5           | 49,2           | 53,4           | 59,1           | 63,4           | 2 203,3   | 28,8                      |
| Ігринський        | 55,3           | 44,8           | 45,9           | 42,9           | 42,4           | 2 266,9   | 18,7                      |
| Камбарський       | 27,1           | 23,1           | 22,7           | 21,2           | 20,7           | 762,6     | 27,1                      |
| Каракулінський    | 18,8           | 14,4           | 14,6           | 13,8           | 13,0           | 1 192,6   | 10,9                      |
| Кезький           | 45,7           | 32,0           | 29,2           | 26,4           | 25,4           | 2 321,0   | 10,9                      |
| Кізнерський       | 45,4           | 28,4           | 26,0           | 23,5           | 20,7           | 2 131,1   | 9,7                       |
| Кіясовський       | 15,3           | 13,6           | 12,6           | 11,6           | 11,6           | 821,3     | 14,1                      |
| Красногорський    | 22,0           | 15,5           | 14,2           | 12,2           | 11,6           | 1 860,1   | 6,2                       |
| Малопургинський   | 36,1           | 31,8           | 30,8           | 31,6           | 31,1           | 1 223,2   | 25,4                      |
| Можгинський       | 40,7           | 30,6           | 30,2           | 30,4           | 29,0           | 1 997,0   | 14,5                      |
| Сарапульський     | 24,4           | 22,6           | 25,8           | 24,2           | 23,6           | 1 877,6   | 12,6                      |
| Селтинський       | 25,4           | 16,9           | 15,0           | 13,3           | 12,9           | 1 883,7   | 6,8                       |
| Сюмсинський       | 28,0           | 19,1           | 17,9           | 16,3           | 14,8           | 1 789,7   | 8,3                       |
| Увинський         | 50,4           | 37,9           | 40,9           | 40,7           | 40,9           | 2 445,4   | 16,7                      |
| Шарканський       | 32,0           | 22,8           | 21,5           | 21,4           | 21,4           | 1 404,5   | 15,2                      |
| Юкаменський       | 19,2           | 14,3           | 13,2           | 11,9           | 10,5           | 1 019,7   | 10,3                      |
| Якшур-Бод'їнський | 33,7           | 22,5           | 23,0           | 22,6           | 22,8           | 1 780,1   | 12,8                      |
| Ярський           | 31,2           | 22,3           | 20,6           | 18,9           | 18,0           | 1 524,3   | 11,8                      |

## Населені пункти
Чисельність та щільність населення за міськими округами:
| Міста     | 1959 тис. осіб | 1979 тис. осіб | 1989 тис. осіб | 2002 тис. осіб | 2009 тис. осіб | Площа км² | Щільність (2009) осіб/км² |
| --------- | -------------- | -------------- | -------------- | -------------- | -------------- | --------- | ------------------------- |
| Іжевськ   | 287,9          | 550,7          | 635,1          | 632,1          | 611,0          | 315,6     | 1 936,0                   |
| Глазов    | 59,0           | 81,1           | 104,1          | 100,9          | 97,1           | 68,3      | 1 421,7                   |
| Воткінськ | 59,7           | 89,8           | 103,5          | 99,4           | 96,9           | 112,2     | 863,6                     |
| Сарапул   | 76,3           | 108,5          | 111,5          | 103,1          | 98,8           | 86,0      | 1 148,8                   |
| Можга     | 30,7           | 40,3           | 46,0           | 47,1           | 49,7           | 30,6      | 1 624,2                   |

Чисельність населення за міськими поселеннями:
| Поселення | Населення осіб | Поселення | Населення осіб |
| --------- | -------------- | --------- | -------------- |
| Іжевськ   | 611 043        | Ува       | 19 862         |
| Сарапул   | 98 830         | Балезино  | 16 038         |
| Глазов    | 97 070         | Камбарка  | 12 271         |
| Воткінськ | 96 936         | Яр        | 6 922          |
| Можга     | 49 700         | Новий     | 5 779          |
| Ігра      | 22 260         | -         | -              |

## Національний склад

Удмурти

Росіяни

Татари

В республіці проживають представники понад 70 національностей. Найбільша частка росіян та удмуртів. Удмурти розселенні повсюди, але найбільше в північних (Глазовський, Ярський, Ігринський, Юкаменський, Кезький і Дебьоський), центральних (Шарканський, Якшур-Бод'їнський, Селтинський, Вавозький і Малопургинський) та південних (Алнаський і Можгинський) районах. В містах удмуртів проживає 19,8 %, в сільській місцевості — 56,5 % (на 1989 рік). В містах та південно-східних районах (Воткінський, Сарапульський, Каракулінський і Камбарський) переважають росіяни. Татари переважно проживають в містах, в північних (Юкаменський, Балезінський) та південних (Кізнерський, Каракулінський) районах. За переписом населення 1989 року, абсолютна більшість росіян (99,9 %), удмуртів (75,7 %) і татар (81,5 %) назвали своєю рідною мовою мову своєї національності.
Загальна тенденція зміни національного складу населення в республіці — зменшення росіян, татар і удмуртів, що проживають в сільській місцевості. За 1959—1989 роки кількість сільських росіян знизилась на 43 %, удмуртів — на 29 %, татар — на 33 %. Зміна відношення між містом та селом — результат міграції молодого населення в міста. За цей же період кількість міщан-росіян в республіці збільшилась на 73 %, міщан-удмуртів — в 2,5 рази, міщан-татар — в 2 рази.
Національний склад населення (за даними перепису 2002 року):
| Народ    | Населення, осіб | Народ         | Населення, осіб | Народ   | Населення, осіб | Народ   | Населення, осіб |
| -------- | --------------- | ------------- | --------------- | ------- | --------------- | ------- | --------------- |
| росіяни  | 944 108         | башкири       | 4 320           | чуваші  | 2 760           | таджики | 400             |
| удмурти  | 460 582         | азербайджанці | 3 900           | німці   | 1 735           | корейці | 281             |
| татари   | 108 560         | білоруси      | 3 300           | євреї   | 935             | -       | -               |
| українці | 11 500          | вірмени       | 3 300           | узбеки  | 800             | -       | -               |
| марійці  | 8 980           | бесерм'яни    | 2 998           | кряшени | 650             | -       | -               |

Динаміка кількості удмуртів в Удмуртії
В Удмуртії спостерігається тенденція зменшення питомої ваги кількості удмуртів у загального складі населення республіки.
У 1925 році вони становили 55 %, 1939 року — 39 %, 1959 — 36 %, 1970 — 34 %, 1979 — 32 %, 1989 — 30,9 %, 2002 — 29,33 %, 2010 році — 26,99 % від усього населення Удмуртії.